# Calanopia americana
Calanopia americana är en kräftdjursart som beskrevs av F. Dahl 1894. Calanopia americana ingår i släktet Calanopia och familjen Pontellidae. Inga underarter finns listade i Catalogue of Life.